# Błyszczyk cesarski
Błyszczyk cesarski, tetra cesarska  (Nematobrycon palmeri) – gatunek słodkowodnej ryby z rodziny kąsaczowatych (Characidae).

## Występowania
Leśne strumienie w Kolumbii – dorzecza Atrato i San Juan (Río San Juan).

## Opis
Ciało wydłużone, z podłużnym czarnym pasem o szerokości ok. 1/3 wysokości. Pasy zewnętrzne zwykle srebrne, dolny czasem ciemniejszy. Charakterystyczne jest niebieskie oko, choć niekiedy bywa żółte (zwłaszcza u samic). U ryb tego gatunku brak płetwy tłuszczowej. Osiągają długość do 6 cm.
Dymorfizm płciowy: samce zwykle są większe, z dłuższą płetwą grzbietową oraz z przedłużeniem czarnego paska na płetwę ogonową, tworzącym charakterystyczny trójząb. U dorosłych samców płetwy często są zakończone żółto-czarnymi paskami (o szerokości ok. 1 mm).
Nazwa ryby pochodzi od jej zachowania w stadzie. Tetry pływają powoli, wręcz dostojnie, z głową lekko skierowaną w dół. W stadzie wytwarza się hierarchia, największy samiec szybko dominuje inne ryby. W dużym zbiorniku wykazują terytorializm, broniąc swojego obszaru nie tylko przed innymi samcami, ale także samicami i innymi mniejszymi rybami. Generalnie są jednak spokojne, nie krzywdzą innych ryb i z powodzeniem mogą być trzymane z rybami innych, nieagresywnych gatunków.
Zaloty i walka wyglądają podobnie: samiec wręcz "skacze" wokół samicy (lub innego samca) i w charakterystyczny sposób trzepocze płetwami. Czasem zagania w ten sposób samicę na swoje terytorium, ale nie dotyka jej. Samica pozostaje w tym czasie bierna.
Tetry są wszystkożerne, ale nie zjadają roślin z akwarium. Żywią się standardowymi pokarmami dla ryb (żywymi i suchymi).
Zaleca się, aby akwarium było stosunkowo duże, z wolną przestrzenią do pływania na środku oraz dużymi skupiskami roślin, w których ryby mogą się ukryć. Najlepszy biotop to tzw. czarne wody: słabsze oświetlenie, miękka i kwaśna woda (choć pH może być również nieco większe od 7).

## Zalecane warunki w akwarium
| Zalecane warunki w akwarium | Zalecane warunki w akwarium        |
| --------------------------- | ---------------------------------- |
| Zbiornik                    | najlepiej powyżej 80 cm            |
| Temperatura wody            | 20–26°C                            |
| Twardość wody               | miękka do średnio twardej, do 12°n |
| Skala pH                    | 6–7,2                              |
| Pokarm                      | żywy lub suchy                     |

## Rozmnażanie
Burzliwe tarło odbywa się na dużej przestrzeni. Samiec czasem doprowadza do śmierci samicy. Po tarle następuje zblednięcie barw tarlaków. Należy je wówczas odłowić. Czasem samiec broni jaj, ale nie opiekuje się młodymi, które wylęgają się po 24–48 godzinach od złożenia.